# 丘疣吉氏軟杜父魚
丘疣吉氏軟杜父魚，為輻鰭魚綱鮋形目杜父魚亞目隱棘杜父魚科的其中一種，為溫帶海水魚，分布於北太平洋鄂霍次克海海域，棲息深度126-700公尺，體長可達7.6公分，棲息在底層水域，生活習性不明。